# 4. april
4. april er dag 94 i året i den gregorianske kalender (dag 95 i skudår). Der er 271 dage tilbage af året.
Dagens navn er Ambrosius. Dagen er opkaldt efter Den Hellige Ambrosius, som døde påskeaften den 4. april år 397 (født i Trier i Gallien, det nuv. Tyskland, ca. 339). Ambrosius udviklede sig til en af de store kirkefædre, efter at han blev salvet til en af vigtigste poster (både politisk, økonomisk og religiøst) i det vestromerske rige efter kejseren, nemlig som biskop i Milano. Ambrosius komponerede og indførte hymner som fast folkeligt middel til lovprisning i kirkelige ritualer. Ambrosius er skytshelgen for Milano, Bologna, biavlere, vokslysstøbere samt for bier og husdyr.
4. April 2022 fik danske Gabriel “Iffe” Lundberg, debut i verdens bedste basketball liga NBA

### Begivenheder
Født - Dødsfald
- 1581 - Francis Drake adles af dronning Elizabeth efter at Drake året forinden har fuldendt sin jordomsejling.
- 1639 - Slaget ved Chemnitz i Trediveårskrigen finder sted.
- 1721 - Robert Walpole vælges som Kongeriget Storbritanniens første premierminister.
- 1753 - British Museum grundlægges efter en parlamentsbeslutning.
- 1812 - Den amerikanske præsident James Madison indfører en 90 dage lang handelsboykot mod Storbritannien. Senere på året erklærer USA Storbritannien krig.
- 1814 - Napoleon Bonaparte abdicerer for første gang.
- 1833 - Blaagaard Theater brænder ned.
- 1850 - Los Angeles grundlægges som en by med et bystyre.
- 1875 - Smetanas symfoniske digt Moldau uropføres i Prag.
- 1887 - Susanna Salter, verdens første kvindelige borgmester, vælges i Argonia i Kansas i USA.
- 1892 - Orde van Oranje-Nassau indstiftes.
- 1905 - Et jordskælv rammer Kangra i Indien. 370.000 mennesker omkommer.
- 1920 - Jerusalem i undtagelsestilstand efter sammenstød mellem arabere og jøder.
- 1933 - Luftskibet USS Akron forliser i dårligt vejr ud for New Jerseyi USA. Med 73 døde var det den ulykke med luftskibe med flest døde. Nogle år senere forulykker Hindenburg med 35 døde og tilsammen er det stærkt medvirkende til at luftskibe opgives som transportform.
- 1934 - For første gang indføres katteøjer på vejen. Det sker i Yorkshire.
- 1949 - NATO grundlægges i Washington D.C., hvor traktaten underskrives af 12 lande, heriblandt Danmark.
- 1960 - William Wylers film Ben-Hur bliver i Hollywood tildelt 11 Oscars, hvilket er et rekordstort antal Oscars til samme film. Rekorden holder stadig (2024), men er dog tangeret af James Camerons Titanic og Peter Jacksons Ringenes Herre: Kongen Vender Tilbage, der begge også opnåede 11 oscars, i hhv. 1998 og 2003.
- 1964 - De første 5 pladser på USA's single hitliste indtages af The Beatles.
- 1968 - Apollo 6, et ubemandet rumfartøj opsendes med en Saturn V raket.
- 1976 - Fyrst Sihanouk abdicerer som leder af Cambodia og blev sat i husarresteret af Khmer Rouge, hvor han blev indtil 1979 hvor Khmer Rouge blev væltet af Vietnam.
- 1979 - Danmarks Statistik oplyser, at 2% af befolkningen - ca. 100.000 personer - er udenlandske statsborgere.
- 1981 - Tommy Seebach bliver nr. 11 ved det internationale melodi grandprix i Dublin, med sangen "Krøller eller ej".
- 1983 - Den anden rumfærge, Challenger, opsendes fra Cape Canaveral.
- 1986 - Efter at 17 italienere er døde af træspritholdig vin, forbyder Levnedsmiddelstyrelsen salg af italiensk vin.
- 1990 - Den belgiske regering erklærer kong Baudouin 1. uegnet til at styre, fordi han nægter at undertegne abortloven. Efter loven er vedtaget erklæres han egnet dagen efter.
- 1990 - Lars Larsen, Jysk Sengetøjslager, opretter Larsen Rejser A/S.
- 2001 - Den nordjyske forfatter Bent Vinn Nielsen modtager Gyldendal Prisen på 150.000 kroner.
- 2004 - Edward Fenech Adami afløser Guido de Marco som Maltas præsident.
- 2009 - Anders Fogh Rasmussen bliver udnævnt til ny NATO-generalsekretær, med indtrædelse d. 1. august samme år.
- 2013 - Finlands præsident Sauli Niinistö kommer på besøg i Danmark.
- 2013 - Flere end 70 mennesker bliver dræbt i en bygnings sammenbrud i Thane i Indien.
- 2021 - Den danske cykelrytter Kasper Asgreen vinder Flandern Rundt.

### Født
- 188 - Caracalla, romersk kejser (211-217). (død 217).
- 1817 - Peter Christian Skovgaard, maler (død 1875).
- 1821 - Linus Yale, Jr., amerikansk opfinder af cylinderlåsen, som får hans navn (død 1868).
- 1892 - Charles Christian Lauritsen, dansk atomfysiker (død 1968).
- 1906 - Willy Falck Hansen, dansk cykelrytter (død 1978).
- 1908 - Svend Engelund, dansk maler (død 2007).
- 1913 - Muddy Waters, amerikansk musiker (død 1983).
- 1914 - Grete Hækkerup, dansk politiker (død 1995).
- 1928 - Monty Norman, engelsk singer-songwriter og producer.
- 1932 - Anthony Perkins, amerikansk skuespiller (Psycho) (død 1992).
- 1946 - Dave Hill, guitarist i det britiske glam rock band Slade
- 1949 - Abdullah Öcalan, kurdisk revolutionær
- 1951 - Steen Christiansen (musiker), dansk komponist, musiker og guitarist i Dodo & The Dodos (død 2019).
- 1952 - Villy Søvndal, dansk folketingsmedlem og partiformand.
- 1952 - Gary Moore, nordirsk rockguitarist (død 2011).
- 1974 - Mads Bærentzen, dansk jazzmusiker.
- 1979 - Heath Ledger, australsk skuespiller (død 2008).

### Dødsfald
- 1292 - Nikolaus 4., italiensk pave (født 1227).
- 1585 - Caspar de Robles statholder i Frisland og Groningen (født 1527).
- 1588 - Frederik 2., dansk konge (født 1534).
- 1696 - Anne Palles, 70-årig bondekone fra Falster, henrettes for trolddom, som den sidste dansker.
- 1841 - William Henry Harrison, USA's 9. præsident (født 1773) - død af lungebetændelse efter blot en måned som præsident.
- 1929 - Karl Benz, tysk ingeniør og bilkonstruktør (født 1844).
- 1938 - Alfred Schmidt, dansk tegner og maler (født 1858).
- 1958 - J.F. Willumsen, dansk maler (født 1863).
- 1968 - Martin Luther King, amerikansk præst og borgerretsforkæmper (født 1929) - myrdet.
- 1979 - Zulfikar Ali Bhutto, pakistansk præsident (født 1928) - henrettet.
- 1983 - Gloria Swanson, amerikansk filmstjerne (født 1899).
- 1991 - Max Frisch, schweizisk forfatter (født 1911).
- 2013 - Beatrice Palner, dansk skuespillerinde (født 1938).
- 2013 - Ole Ousen, dansk guitarist (født 1942).
- 2013 - Roger Ebert, amerikansk filmanmelder (født 1942).
- 2015 - Klaus Rifbjerg, dansk forfatter (født 1931).

|  | Denne datoartikel kan blive bedre, hvis der indsættes et (bedre) billede Du kan hjælpe ved at afsøge Wikimedia Commons for et passende billede eller uploade et godt billede til Wikimedia Commons iht. de tilladte licenser og indsætte det i artiklen. |